# Uramya halisidotae
Uramya halisidotae là một loài ruồi trong họ Tachinidae.